# KV27
A KV27 é um tumba no Vale dos Reis em Egito visitada por John Gardner Wilkinson, mas só completamente explorada até 1990, quando foi estudada por Donald P. Ryan da Universidade Luterana do Pacífico. A tumba não está decorada e nada se sabe sobre seu(s) ocupante(s).